# Heteragrion gracile
Heteragrion gracile är en trollsländeart som beskrevs av Machado 2006. Heteragrion gracile ingår i släktet Heteragrion och familjen Megapodagrionidae. Inga underarter finns listade i Catalogue of Life.